# Rutherglen Castle
Rutherglen Castle eine abgegangene Niederungsburg in Rutherglen in der schottischen Council Area South Lanarkshire. Die große und wichtige Burg wurde im 13. Jahrhundert in der Nähe der heutigen Kreuzung von Castle Street und King Street erbaut. Ihre Mauern waren angeblich 1,5 Meter dick.

## Geschichte
Im ersten schottischen Unabhängigkeitskrieg fiel Rutherglen Castle in die Hände der Engländer und wurde später mehrmals von Truppen von Robert the Bruce belagert. Schließlich nahmen die Truppen des königlichen Bruders Edward Bruce die Burg ein, verschonten sie aber, anders als so viele andere Burgen, die von den Engländern zurückerobert worden waren.
1569 aber ließ James Stewart, 1. Earl of Moray, Rutherglen Castle als Vergeltung an den Hamiltons aus Shawfield für die Unterstützung von Maria Stuart in der Schlacht von Langside bis auf die Grundmauern niederbrennen.